# Gongga Shan
Il Gongga Shan (7.556 m s.l.m. - detto anche Minya Konka, in cinese 贡嘎山, pinyin Gònggá Shān) è la montagna più alta della catena montuosa del Daxue Shan, parte della regione dei Monti Hengduan. Si trova nel Sichuan, Cina ed è la terza montagna più elevata del mondo fuori dalla catena dell'Himalaya/Karakoram.